# Campeonato Brasileño de Fútbol 2012
El Campeonato Brasileño de Fútbol 2012 fue la 57.ª edición del Campeonato Brasileño de Serie A. El mismo comenzó el 19 de mayo de 2012, y finalizó el 2 de diciembre del corriente año. El sistema de juego fue el mismo de las seis temporadas anteriores. Los 20 equipos participantes se enfrentaron en partidos de todos contra todos. El campeón fue Fluminense de Río de Janeiro.

## Reglamento
Los participantes del torneo se enfrentaron en partidos de ida y vuelta, en un sistema de todos contra todos. El equipo que auspició de local en la primera vuelta, en la segunda vuelta del campeonato jugó de visitante. Al final, el equipo con más puntos en la tabla de clasificación, Fluminense, fue quién se coronó cómo campeón del Brasileirão 2012, y a su vez, los cuatro equipos que finalizaron con menos puntos en la tabla de clasificación descendieron y jugarán la Série B del siguiente año.

### Criterios de desempate
- Partidos ganados
- Diferencia de goles
- Goles a favor
- Enfrentamientos directos
- Cantidad de tarjetas amarillas
- Cantidad de tarjetas rojas

### Clasificación a copas internacionales
- Los primeros dos colocados del campeonato, se clasificaron directamente a la Copa Libertadores 2013. Además, los equipos ubicados en los puestos 3º y 4° en la tabla de clasificación del Campeonato Brasileño, se clasificaron a la primera fase de la Copa Libertadores 2013.

- A partir de esta edición, para calificar para la Copa Sudamericana del año siguiente se tuvo en cuenta el rendimiento de los clubes en la Copa do Brasil, que se ha ampliado y tendrá equipos que compiten en la Copa Libertadores en el mismo año.[1]

## Clubes participantes

### Ascensos y descensos
| Pos. | Descendidos en la temporada 2011 |
| ---- | -------------------------------- |
| 17º  | Atlético Paranaense              |
| 18º  | Ceará                            |
| 19º  | América Mineiro                  |
| 20º  | Avaí                             |

| Pos. | Ascendidos de la Serie B 2011 |
| ---- | ----------------------------- |
| 1º   | Portuguesa                    |
| 2º   | Náutico                       |
| 3º   | Ponte Preta                   |
| 4º   | Sport Recife                  |

### Información de equipos
| Equipo              | Entrenador           | Ciudad             | Estadio                   | Capacidad | Posición 2011 |
| ------------------- | -------------------- | ------------------ | ------------------------- | --------- | ------------- |
| Atlético Goianiense | Hélio dos Anjos      | Goiânia, GO        | Estadio Serra Dourada     | 50.049    | 12°           |
| Atlético Mineiro    | Cuca                 | Belo Horizonte, MG | Estadio Independencia     | 23.018    | 15°           |
| Bahia               | Falcão               | Salvador, BA       | Estadio de Pituaçu        | 32.157    | 14°           |
| Botafogo            | Oswaldo de Oliveira  | Río de Janeiro, RJ | Estadio Engenhão          | 44.000    | 9°            |
| Corinthians         | Tite                 | São Paulo, SP      | Estadio Pacaembu          | 37.952    | 1°            |
| Coritiba            | Marcelo Oliveira     | Curitiba, PR       | Estadio Couto Pereira     | 37.182    | 8°            |
| Cruzeiro            | Celso Roth           | Belo Horizonte, MG | Estadio Mineirão          | 76.500    | 16°           |
| Figueirense         | Argel                | Florianópolis, SC  | Estadio Orlando Scarpelli | 19.069    | 7°            |
| Flamengo            | Dorival Junior       | Río de Janeiro, RJ | Estadio Engenhão          | 44.000    | 4°            |
| Fluminense          | Abel Braga           | Río de Janeiro, RJ | Estadio Engenhão          | 44.000    | 3°            |
| Grêmio              | Vanderlei Luxemburgo | Porto Alegre, RS   | Estadio Olímpico          | 54.081    | 13°           |
| Internacional       | Fernandaó            | Porto Alegre, RS   | Estadio Beira Rio         | 56.000    | 5°            |
| Náutico             | Alexandre Gallo      | Recife, PE         | Estadio Aflitos           | 19.800    | 2° (Série B)  |
| Palmeiras           | Luiz Felipe Scolari  | São Paulo, SP      | Arena Barueri             | 37.952    | 11°           |
| Ponte Preta         | Gilson Kleina        | Campinas, SP       | Estadio Moisés Lucarelli  | 19.728    | 3° (Série B)  |
| Portuguesa          | Geninho              | São Paulo, SP      | Estadio do Canindé        | 21.004    | 1° (Série B)  |
| Santos              | Muricy Ramalho       | Santos, SP         | Estadio Urbano Caldeira   | 20.000    | 10°           |
| São Paulo           | Ney Franco           | São Paulo, SP      | Estadio Morumbi           | 67.428    | 6°            |
| Sport Recife        | Vágner Mancini       | Recife, PE         | Estadio Ilha do Retiro    | 35.000    | 4° (Série B)  |
| Vasco da Gama       | Cristóvão Borges     | Río de Janeiro, RJ | Estadio São Januário      | 23.150    | 2°            |

### Clubes por estado
| Estado             | N.º | Equipos                                                            |
| ------------------ | --- | ------------------------------------------------------------------ |
| São Paulo          | 6   | Corinthians, Palmeiras, Ponte Preta, Portuguesa, Santos, São Paulo |
| Río de Janeiro     | 4   | Botafogo, Flamengo, Fluminense, Vasco da Gama                      |
| Minas Gerais       | 2   | Atlético Mineiro, Cruzeiro                                         |
| Pernambuco         | 2   | Náutico, Sport Recife                                              |
| Río Grande del Sur | 2   | Grêmio, Internacional                                              |
| Bahía              | 1   | Bahia                                                              |
| Goiás              | 1   | Atlético Goianiense                                                |
| Paraná             | 1   | Coritiba                                                           |
| Santa Catarina     | 1   | Figueirense                                                        |
| Total              | 20  |                                                                    |

## Tabla de posiciones
| Pos. | Equipo              | Pts. | PJ | PG | PE | PP | GF | GC | Dif. |
| ---- | ------------------- | ---- | -- | -- | -- | -- | -- | -- | ---- |
| 1º   | Fluminense (C)      | 77   | 38 | 22 | 11 | 5  | 61 | 33 | +28  |
| 2º   | Atlético Mineiro    | 72   | 38 | 20 | 12 | 6  | 64 | 37 | +27  |
| 3º   | Grêmio              | 71   | 38 | 20 | 11 | 7  | 56 | 33 | +23  |
| 4º   | São Paulo           | 66   | 38 | 20 | 6  | 12 | 59 | 37 | +22  |
| 5º   | Vasco da Gama       | 58   | 38 | 16 | 10 | 12 | 45 | 44 | +1   |
| 6º   | Corinthians         | 57   | 38 | 15 | 12 | 11 | 51 | 39 | +12  |
| 7º   | Botafogo            | 55   | 38 | 15 | 10 | 13 | 60 | 50 | +10  |
| 8º   | Santos              | 53   | 38 | 13 | 14 | 11 | 50 | 44 | +6   |
| 9º   | Cruzeiro            | 52   | 38 | 15 | 7  | 16 | 47 | 51 | -4   |
| 10º  | Internacional       | 52   | 38 | 13 | 13 | 12 | 44 | 40 | +4   |
| 11º  | Flamengo            | 50   | 38 | 12 | 14 | 12 | 39 | 46 | -7   |
| 12º  | Náutico             | 49   | 38 | 14 | 7  | 17 | 44 | 51 | -7   |
| 13º  | Coritiba            | 48   | 38 | 14 | 6  | 18 | 53 | 60 | -7   |
| 14º  | Ponte Preta         | 48   | 38 | 12 | 12 | 14 | 37 | 44 | -7   |
| 15º  | Bahia               | 47   | 38 | 11 | 14 | 13 | 37 | 41 | -4   |
| 16º  | Portuguesa          | 45   | 38 | 10 | 15 | 13 | 39 | 41 | -2   |
| 17º  | Sport Recife        | 41   | 38 | 10 | 11 | 17 | 39 | 56 | -17  |
| 18º  | Palmeiras           | 34   | 38 | 9  | 7  | 22 | 39 | 54 | -15  |
| 19º  | Atlético Goianiense | 30   | 38 | 7  | 9  | 22 | 37 | 67 | -30  |
| 20º  | Figueirense         | 30   | 38 | 7  | 9  | 22 | 39 | 72 | -33  |

     Campeón brasileño y clasificado para la segunda fase de la Copa Libertadores 2013.
     Clasificado para la segunda fase de la Copa Libertadores 2013 como campeón de la Copa Libertadores 2012.
     Descendido a la Série B 2013 y clasificado para la segunda fase de la Copa Libertadores 2013 como campeón de la Copa de Brasil 2012.
     Clasificado para la segunda fase de la Copa Libertadores 2013.
     Clasificado para la primera fase de la Copa Libertadores 2013.
     Descendido a la Série B 2013.
|                                      |
| Bandera del estado de Río de Janeiro |
| Campeón Fluminense F. C. 4.º título  |

## Resultados
| Palmeiras     | 1 - 1 | Portuguesa          | Pacaembu          | Sábado, 19 de mayo de 2012  | 18:30 |
| Sport         | 1 - 0 | Flamengo            | Ilha do Retiro    | Sábado, 19 de mayo de 2012  | 18:30 |
| Figueirense   | 2 - 1 | Náutico             | Orlando Scarpelli | Sábado, 19 de mayo de 2012  | 21:00 |
| Ponte Preta   | 0 - 1 | Atlético Mineiro    | Moisés Lucarelli  | Domingo, 20 de mayo de 2012 | 16:00 |
| Botafogo      | 4 - 2 | São Paulo           | Engenhão          | Domingo, 20 de mayo de 2012 | 16:00 |
| Corinthians   | 0 - 1 | Fluminense          | Pacaembu          | Domingo, 20 de mayo de 2012 | 16:00 |
| Internacional | 2 - 0 | Coritiba            | Beira-Rio         | Domingo, 20 de mayo de 2012 | 16:00 |
| Bahia         | 0 - 0 | Santos              | Pituaçu           | Domingo, 20 de mayo de 2012 | 18:30 |
| Vasco da Gama | 2 - 1 | Grêmio              | São Januário      | Domingo, 20 de mayo de 2012 | 18:30 |
| Cruzeiro      | 0 - 0 | Atlético Goianiense | Parque do Sabiá   | Domingo, 20 de mayo de 2012 | 18:30 |

| Flamengo            | 0 - 0 | Internacional | Engenhão            | Sábado, 26 de mayo de 2012  | 18:30 |
| Atlético Goianiense | 1 - 1 | Ponte Preta   | Serra Dourada       | Sábado, 26 de mayo de 2012  | 18:30 |
| Portuguesa          | 0 - 1 | Vasco da Gama | Canindé             | Sábado, 26 de mayo de 2012  | 18:30 |
| Náutico             | 0 - 0 | Cruzeiro      | Aflitos             | Sábado, 26 de mayo de 2012  | 21:00 |
| Santos              | 0 - 4 | Sport         | Vila Belmiro        | Domingo, 27 de mayo de 2012 | 16:00 |
| São Paulo           | 1 - 0 | Bahia         | Morumbi             | Domingo, 27 de mayo de 2012 | 16:00 |
| Atlético Mineiro    | 1 - 0 | Corinthians   | Independência       | Domingo, 27 de mayo de 2012 | 16:00 |
| Coritiba            | 2 - 3 | Botafogo      | Couto Pereira       | Domingo, 27 de mayo de 2012 | 16:00 |
| Fluminense          | 2 - 2 | Figueirense   | Engenhão            | Domingo, 27 de mayo de 2012 | 18:30 |
| Grêmio              | 1 - 0 | Palmeiras     | Olímpico Monumental | Domingo, 27 de mayo de 2012 | 18:30 |

| Sport               | 2 - 1 | Palmeiras   | Ilha do Retiro   | Miércoles, 6 de junio de 2012 | 19:30 |
| Atlético Goianiense | 0 - 1 | Grêmio      | Serra Dourada    | Miércoles, 6 de junio de 2012 | 19:30 |
| Vasco da Gama       | 4 - 2 | Náutico     | São Januário     | Miércoles, 6 de junio de 2012 | 20:30 |
| Atlético Mineiro    | 1 - 1 | Bahia       | Independência    | Miércoles, 6 de junio de 2012 | 20:30 |
| Coritiba            | 2 - 0 | Portuguesa  | Couto Pereira    | Miércoles, 6 de junio de 2012 | 20:30 |
| Santos              | 1 - 1 | Fluminense  | Vila Belmiro     | Miércoles, 6 de junio de 2012 | 21:50 |
| Internacional       | 1 - 0 | São Paulo   | Beira-Rio        | Miércoles, 6 de junio de 2012 | 21:50 |
| Ponte Preta         | 0 - 0 | Flamengo    | Moisés Lucarelli | Miércoles, 6 de junio de 2012 | 21:50 |
| Botafogo            | 2 - 3 | Cruzeiro    | Engenhão         | Jueves, 7 de junio de 2012    | 21:00 |
| Corinthians         | 1 - 1 | Figueirense | Pacaembu         | Jueves, 7 de junio de 2012    | 21:00 |

| Flamengo    | 3 - 1 | Coritiba            | Engenhão            | Sábado, 9 de junio de 2012   | 18:30 |
| Palmeiras   | 0 - 1 | Atlético Mineiro    | Pacaembu            | Sábado, 9 de junio de 2012   | 21:00 |
| Portuguesa  | 2 - 0 | Atlético Goianiense | Canindé             | Domingo, 10 de junio de 2012 | 16:00 |
| Fluminense  | 0 - 0 | Internacional       | Engenhão            | Domingo, 10 de junio de 2012 | 17:00 |
| Grêmio      | 2 - 0 | Corinthians         | Olímpico Monumental | Domingo, 10 de junio de 2012 | 17:00 |
| Bahia       | 1 - 2 | Vasco da Gama       | Pituaçu             | Domingo, 10 de junio de 2012 | 17:00 |
| São Paulo   | 1 - 0 | Santos              | Morumbi             | Domingo, 10 de junio de 2012 | 18:30 |
| Cruzeiro    | 1 - 0 | Sport               | Melão               | Domingo, 10 de junio de 2012 | 18:30 |
| Figueirense | 0 - 0 | Ponte Preta         | Orlando Scarpelli   | Domingo, 10 de junio de 2012 | 18:30 |
| Náutico     | 3 - 2 | Botafogo            | Aflitos             | Domingo, 10 de junio de 2012 | 18:30 |

| Fluminense    | 4 - 1 | Portuguesa          | Engenhão         | Sábado, 16 de junio de 2012  | 18:30 |
| Internacional | 1 - 2 | Botafogo            | Beira-Rio        | Sábado, 16 de junio de 2012  | 18:30 |
| Cruzeiro      | 1 - 0 | Figueirense         | Independência    | Sábado, 16 de junio de 2012  | 21:00 |
| Flamengo      | 1 - 0 | Santos              | Engenhão         | Domingo, 17 de junio de 2012 | 16:00 |
| Palmeiras     | 1 - 1 | Vasco da Gama       | Arena Barueri    | Domingo, 17 de junio de 2012 | 16:00 |
| São Paulo     | 1 - 0 | Atlético Mineiro    | Morumbi          | Domingo, 17 de junio de 2012 | 16:00 |
| Bahia         | 2 - 1 | Sport               | Pituaçu          | Domingo, 17 de junio de 2012 | 16:00 |
| Ponte Preta   | 1 - 0 | Corinthians         | Moisés Lucarelli | Domingo, 17 de junio de 2012 | 18:30 |
| Coritiba      | 3 - 0 | Atlético Goianiense | Couto Pereira    | Domingo, 17 de junio de 2012 | 18:30 |
| Náutico       | 1 - 0 | Grêmio              | Aflitos          | Domingo, 17 de junio de 2012 | 18:30 |

| Vasco da Gama       | 1 - 3 | Cruzeiro      | São Januário        | Sábado, 23 de junio de 2012  | 18:30 |
| Portuguesa          | 1 - 0 | São Paulo     | Canindé             | Sábado, 23 de junio de 2012  | 18:30 |
| Atlético Mineiro    | 5 - 1 | Náutico       | Independência       | Sábado, 23 de junio de 2012  | 21:00 |
| Corinthians         | 2 - 1 | Palmeiras     | Pacaembu            | Domingo, 24 de junio de 2012 | 16:00 |
| Grêmio              | 2 - 0 | Flamengo      | Olímpico Monumental | Domingo, 24 de junio de 2012 | 16:00 |
| Figueirense         | 1 - 1 | Bahia         | Orlando Scarpelli   | Domingo, 24 de junio de 2012 | 16:00 |
| Botafogo            | 1 - 2 | Ponte Preta   | Engenhão            | Domingo, 24 de junio de 2012 | 18:30 |
| Santos              | 2 - 2 | Coritiba      | Vila Belmiro        | Domingo, 24 de junio de 2012 | 18:30 |
| Sport               | 0 - 2 | Internacional | Ilha do Retiro      | Domingo, 24 de junio de 2012 | 18:30 |
| Atlético Goianiense | 1 - 4 | Fluminense    | Serra Dourada       | Domingo, 24 de junio de 2012 | 18:30 |

| Cruzeiro      | 2 - 3 | São Paulo           | Independência       | Sábado, 30 de junio de 2012    | 16:20 |
| Náutico       | 0 - 2 | Fluminense          | Aflitos             | Sábado, 30 de junio de 2012    | 16:20 |
| Vasco da Gama | 3 - 2 | Ponte Preta         | São Januário        | Sábado, 30 de junio de 2012    | 18:30 |
| Portuguesa    | 0 - 0 | Santos              | Canindé             | Domingo, 1 de julio de 2012    | 16:00 |
| Coritiba      | 2 - 3 | Sport               | Couto Pereira       | Domingo, 1 de julio de 2012    | 16:00 |
| Bahia         | 1 - 1 | Internacional       | Pituaçu             | Domingo, 1 de julio de 2012    | 16:00 |
| Flamengo      | 3 - 2 | Atlético Goianiense | Engenhão            | Domingo, 1 de julio de 2012    | 18:30 |
| Palmeiras     | 3 - 1 | Figueirense         | Arena Barueri       | Domingo, 1 de julio de 2012    | 18:30 |
| Grêmio        | 0 - 1 | Atlético Mineiro    | Olímpico Monumental | Domingo, 1 de julio de 2012    | 18:30 |
| Corinthians   | 1 - 3 | Botafogo            | Pacaembu            | Miércoles, 11 de julio de 2012 | 19:30 |

| Botafogo            | 3 - 0 | Bahia         | Engenhão          | Sábado, 7 de julio de 2012  | 18:30 |
| Internacional       | 2 - 1 | Cruzeiro      | Beira-Rio         | Sábado, 7 de julio de 2012  | 18:30 |
| Atlético Goianiense | 0 - 1 | Náutico       | Serra Dourada     | Sábado, 7 de julio de 2012  | 21:00 |
| Fluminense          | 1 - 0 | Flamengo      | Engenhão          | Domingo, 8 de julio de 2012 | 16:00 |
| Santos              | 4 - 2 | Grêmio        | Vila Belmiro      | Domingo, 8 de julio de 2012 | 16:00 |
| São Paulo           | 3 - 1 | Coritiba      | Morumbi           | Domingo, 8 de julio de 2012 | 16:00 |
| Figueirense         | 1 - 1 | Vasco da Gama | Orlando Scarpelli | Domingo, 8 de julio de 2012 | 16:00 |
| Atlético Mineiro    | 2 - 0 | Portuguesa    | Independência     | Domingo, 8 de julio de 2012 | 18:30 |
| Sport               | 1 - 1 | Corinthians   | Ilha do Retiro    | Domingo, 8 de julio de 2012 | 18:30 |
| Ponte Preta         | 1 - 0 | Palmeiras     | Moisés Lucarelli  | Domingo, 8 de julio de 2012 | 18:30 |

| Corinthians   | 2 - 1 | Náutico             | Pacaembu          | Sábado, 14 de julio de 2012  | 18:30 |
| Figueirense   | 3 - 4 | Atlético Mineiro    | Orlando Scarpelli | Sábado, 14 de julio de 2012  | 18:30 |
| Ponte Preta   | 4 - 1 | Coritiba            | Moisés Lucarelli  | Sábado, 14 de julio de 2012  | 21:00 |
| Botafogo      | 1 - 1 | Fluminense          | Engenhão          | Domingo, 15 de julio de 2012 | 16:00 |
| Internacional | 0 - 0 | Santos              | Beira-Rio         | Domingo, 15 de julio de 2012 | 16:00 |
| Cruzeiro      | 1 - 3 | Grêmio              | Independência     | Domingo, 15 de julio de 2012 | 16:00 |
| Bahia         | 1 - 2 | Flamengo            | Pituaçu           | Domingo, 15 de julio de 2012 | 16:00 |
| Vasco da Gama | 1 - 0 | Atlético Goianiense | São Januário      | Domingo, 15 de julio de 2012 | 18:30 |
| Palmeiras     | 1 - 1 | São Paulo           | Arena Barueri     | Domingo, 15 de julio de 2012 | 18:30 |
| Sport         | 2 - 1 | Portuguesa          | Ilha do Retiro    | Domingo, 15 de julio de 2012 | 18:30 |

| Santos              | 0 - 0 | Botafogo      | Vila Belmiro        | Miércoles, 18 de julio de 2012 | 19:30 |
| Grêmio              | 3 - 1 | Sport         | Olímpico Monumental | Miércoles, 18 de julio de 2012 | 19:30 |
| Portuguesa          | 0 - 2 | Cruzeiro      | Canindé             | Miércoles, 18 de julio de 2012 | 20:30 |
| Náutico             | 3 - 0 | Ponte Preta   | Aflitos             | Miércoles, 18 de julio de 2012 | 20:30 |
| Flamengo            | 0 - 3 | Corinthians   | Engenhão            | Miércoles, 18 de julio de 2012 | 21:50 |
| São Paulo           | 0 - 1 | Vasco da Gama | Morumbi             | Miércoles, 18 de julio de 2012 | 21:50 |
| Atlético Mineiro    | 3 - 1 | Internacional | Independência       | Miércoles, 18 de julio de 2012 | 21:50 |
| Fluminense          | 4 - 0 | Bahia         | Engenhão            | Jueves, 19 de julio de 2012    | 21:00 |
| Coritiba            | 1 - 1 | Palmeiras     | Couto Pereira       | Jueves, 19 de julio de 2012    | 21:00 |
| Atlético Goianiense | 3 - 2 | Figueirense   | Serra Dourada       | Jueves, 19 de julio de 2012    | 21:00 |

| Vasco da Gama | 2 - 0 | Santos              | São Januário      | Sábado, 21 de julio de 2012  | 18:30 |
| Sport         | 1 - 4 | Atlético Mineiro    | Ilha do Retiro    | Sábado, 21 de julio de 2012  | 18:30 |
| Corinthians   | 1 - 1 | Portuguesa          | Pacaembu          | Sábado, 21 de julio de 2012  | 21:00 |
| Palmeiras     | 3 - 0 | Náutico             | Arena Barueri     | Domingo, 22 de julio de 2012 | 16:00 |
| Internacional | 4 - 1 | Atlético Goianiense | Beira-Rio         | Domingo, 22 de julio de 2012 | 16:00 |
| Cruzeiro      | 1 - 0 | Flamengo            | Independência     | Domingo, 22 de julio de 2012 | 16:00 |
| Figueirense   | 0 - 2 | São Paulo           | Orlando Scarpelli | Domingo, 22 de julio de 2012 | 16:00 |
| Botafogo      | 0 - 1 | Grêmio              | Engenhão          | Domingo, 22 de julio de 2012 | 18:30 |
| Ponte Preta   | 1 - 2 | Fluminense          | Moisés Lucarelli  | Domingo, 22 de julio de 2012 | 18:30 |
| Bahia         | 2 - 2 | Coritiba            | Pituaçu           | Domingo, 22 de julio de 2012 | 18:30 |

| Ponte Preta         | 1 - 1 | Sport         | Moisés Lucarelli    | Miércoles, 25 de julio de 2012 | 19:30 |
| Figueirense         | 0 - 1 | Internacional | Orlando Scarpelli   | Miércoles, 25 de julio de 2012 | 19:30 |
| Vasco da Gama       | 1 - 0 | Botafogo      | Engenhão            | Miércoles, 25 de julio de 2012 | 20:30 |
| Náutico             | 3 - 4 | Coritiba      | Aflitos             | Miércoles, 25 de julio de 2012 | 20:30 |
| Corinthians         | 2 - 0 | Cruzeiro      | Pacaembu            | Miércoles, 25 de julio de 2012 | 21:50 |
| Grêmio              | 1 - 0 | Fluminense    | Olímpico Monumental | Miércoles, 25 de julio de 2012 | 21:50 |
| Atlético Goianiense | 4 - 3 | São Paulo     | Serra Dourada       | Miércoles, 25 de julio de 2012 | 21:50 |
| Flamengo            | 0 - 0 | Portuguesa    | Engenhão            | Jueves, 26 de julio de 2012    | 21:00 |
| Palmeiras           | 0 - 2 | Bahia         | Arena Barueri       | Jueves, 26 de julio de 2012    | 21:00 |
| Atlético Mineiro    | 2 - 0 | Santos        | Independência       | Jueves, 26 de julio de 2012    | 21:00 |

| Internacional | 0 - 0 | Vasco da Gama       | Beira-Rio      | Sábado, 28 de julio de 2012  | 18:30 |
| Coritiba      | 2 - 1 | Grêmio              | Couto Pereira  | Sábado, 28 de julio de 2012  | 18:30 |
| Botafogo      | 1 - 0 | Figueirense         | Engenhão       | Sábado, 28 de julio de 2012  | 21:00 |
| Fluminense    | 0 - 0 | Atlético Mineiro    | Engenhão       | Domingo, 29 de julio de 2012 | 16:00 |
| São Paulo     | 4 - 1 | Flamengo            | Morumbi        | Domingo, 29 de julio de 2012 | 16:00 |
| Bahia         | 0 - 0 | Corinthians         | Pituaçu        | Domingo, 29 de julio de 2012 | 16:00 |
| Sport         | 0 - 0 | Atlético Goianiense | Ilha do Retiro | Domingo, 29 de julio de 2012 | 16:00 |
| Santos        | 2 - 1 | Ponte Preta         | Vila Belmiro   | Domingo, 29 de julio de 2012 | 18:30 |
| Portuguesa    | 3 - 1 | Náutico             | Canindé        | Domingo, 29 de julio de 2012 | 18:30 |
| Cruzeiro      | 2 - 1 | Palmeiras           | Independência  | Domingo, 29 de julio de 2012 | 18:30 |

| Palmeiras           | 0 - 1 | Internacional    | Arena Barueri       | Sábado, 4 de agosto de 2012         | 18:30 |
| Atlético Goianiense | 1 - 2 | Botafogo         | Serra Dourada       | Sábado, 4 de agosto de 2012         | 18:30 |
| Portuguesa          | 2 - 0 | Figueirense      | Canindé             | Sábado, 4 de agosto de 2012         | 21:00 |
| Vasco da Gama       | 0 - 0 | Corinthians      | São Januário        | Domingo, 5 de agosto de 2012        | 16:00 |
| São Paulo           | 1 - 0 | Sport            | Morumbi             | Domingo, 5 de agosto de 2012        | 16:00 |
| Grêmio              | 3 - 1 | Bahia            | Olímpico Monumental | Domingo, 5 de agosto de 2012        | 16:00 |
| Coritiba            | 0 - 2 | Fluminense       | Couto Pereira       | Domingo, 5 de agosto de 2012        | 16:00 |
| Cruzeiro            | 1 - 2 | Ponte Preta      | Independência       | Domingo, 5 de agosto de 2012        | 18:30 |
| Náutico             | 3 - 0 | Santos           | Aflitos             | Domingo, 5 de agosto de 2012        | 18:30 |
| Flamengo            | 2 - 1 | Atlético Mineiro | Engenhão            | Miércoles, 26 de septiembre de 2012 | 22:00 |

| Internacional    | 0 - 0 | Náutico             | Beira-Rio         | Miércoles, 8 de agosto de 2012 | 19:30 |
| Sport            | 0 - 2 | Vasco da Gama       | Ilha do Retiro    | Miércoles, 8 de agosto de 2012 | 19:30 |
| Corinthians      | 1 - 1 | Atlético Goianiense | Pacaembu          | Miércoles, 8 de agosto de 2012 | 20:30 |
| Bahia            | 0 - 0 | Portuguesa          | Pituaçu           | Miércoles, 8 de agosto de 2012 | 20:30 |
| Botafogo         | 1 - 2 | Palmeiras           | Engenhão          | Miércoles, 8 de agosto de 2012 | 21:50 |
| Santos           | 4 - 2 | Cruzeiro            | Vila Belmiro      | Miércoles, 8 de agosto de 2012 | 21:50 |
| Figueirense      | 0 - 2 | Flamengo            | Orlando Scarpelli | Miércoles, 8 de agosto de 2012 | 21:50 |
| Fluminense       | 2 - 1 | São Paulo           | Engenhão          | Jueves, 9 de agosto de 2012    | 21:00 |
| Atlético Mineiro | 1 - 0 | Coritiba            | Independência     | Jueves, 9 de agosto de 2012    | 21:00 |
| Ponte Preta      | 0 - 0 | Grêmio              | Moisés Lucarelli  | Jueves, 9 de agosto de 2012    | 21:00 |

| Sport            | 0 - 1 | Figueirense         | Ilha do Retiro      | Sábado, 11 de agosto de 2012  | 18:30 |
| Santos           | 2 - 2 | Atlético Goianiense | Vila Belmiro        | Sábado, 11 de agosto de 2012  | 18:30 |
| Bahia            | 0 - 1 | Cruzeiro            | Pituaçu             | Sábado, 11 de agosto de 2012  | 18:30 |
| Flamengo         | 2 - 0 | Náutico             | Raulino de Oliveira | Sábado, 11 de agosto de 2012  | 21:00 |
| São Paulo        | 1 - 2 | Grêmio              | Morumbi             | Domingo, 12 de agosto de 2012 | 16:00 |
| Internacional    | 2 - 1 | Ponte Preta         | Beira-Rio           | Domingo, 12 de agosto de 2012 | 16:00 |
| Atlético Mineiro | 1 - 0 | Vasco da Gama       | Independência       | Domingo, 12 de agosto de 2012 | 16:00 |
| Coritiba         | 1 - 2 | Corinthians         | Couto Pereira       | Domingo, 12 de agosto de 2012 | 16:00 |
| Fluminense       | 1 - 0 | Palmeiras           | Engenhão            | Domingo, 12 de agosto de 2012 | 18:30 |
| Portuguesa       | 1 - 1 | Botafogo            | Canindé             | Domingo, 12 de agosto de 2012 | 18:30 |

| Grêmio              | 1 - 2 | Portuguesa       | Olímpico Monumental | Miércoles, 15 de agosto de 2012 | 19:30 |
| Cruzeiro            | 1 - 1 | Fluminense       | Independência       | Miércoles, 15 de agosto de 2012 | 19:30 |
| Ponte Preta         | 0 - 2 | Bahia            | Moisés Lucarelli    | Miércoles, 15 de agosto de 2012 | 20:30 |
| Atlético Goianiense | 1 - 1 | Atlético Mineiro | Serra Dourada       | Miércoles, 15 de agosto de 2012 | 20:30 |
| Botafogo            | 2 - 0 | Sport            | Engenhão            | Miércoles, 15 de agosto de 2012 | 21:50 |
| Palmeiras           | 1 - 0 | Flamengo         | Arena Barueri       | Miércoles, 15 de agosto de 2012 | 21:50 |
| Náutico             | 3 - 0 | São Paulo        | Aflitos             | Miércoles, 15 de agosto de 2012 | 21:50 |
| Vasco da Gama       | 2 - 2 | Coritiba         | São Januário        | Jueves, 16 de agosto de 2012    | 21:00 |
| Corinthians         | 1 - 0 | Internacional    | Pacaembu            | Jueves, 16 de agosto de 2012    | 21:00 |
| Figueirense         | 1 - 3 | Santos           | Orlando Scarpelli   | Jueves, 16 de agosto de 2012    | 21:00 |

| Fluminense          | 1 - 0 | Sport         | Raulino de Oliveira | Sábado, 18 de agosto de 2012  | 18:30 |
| Náutico             | 1 - 0 | Bahia         | Aflitos             | Sábado, 18 de agosto de 2012  | 18:30 |
| São Paulo           | 3 - 0 | Ponte Preta   | Morumbi             | Sábado, 18 de agosto de 2012  | 21:00 |
| Santos              | 3 - 2 | Corinthians   | Vila Belmiro        | Domingo, 19 de agosto de 2012 | 16:00 |
| Grêmio              | 4 - 0 | Figueirense   | Olímpico Monumental | Domingo, 19 de agosto de 2012 | 16:00 |
| Atlético Mineiro    | 3 - 2 | Botafogo      | Independência       | Domingo, 19 de agosto de 2012 | 16:00 |
| Coritiba            | 4 - 0 | Cruzeiro      | Couto Pereira       | Domingo, 19 de agosto de 2012 | 16:00 |
| Flamengo            | 1 - 0 | Vasco da Gama | Engenhão            | Domingo, 19 de agosto de 2012 | 18:30 |
| Portuguesa          | 1 - 1 | Internacional | Canindé             | Domingo, 19 de agosto de 2012 | 18:30 |
| Atlético Goianiense | 2 - 1 | Palmeiras     | Serra Dourada       | Domingo, 19 de agosto de 2012 | 18:30 |

| Vasco da Gama | 1 - 2 | Fluminense          | Engenhão          | Sábado, 25 de agosto de 2012  | 18:30 |
| Palmeiras     | 1 - 2 | Santos              | Pacaembu          | Sábado, 25 de agosto de 2012  | 18:30 |
| Ponte Preta   | 2 - 1 | Portuguesa          | Moisés Lucarelli  | Sábado, 25 de agosto de 2012  | 21:00 |
| Botafogo      | 0 - 0 | Flamengo            | Engenhão          | Domingo, 26 de agosto de 2012 | 16:00 |
| Corinthians   | 1 - 2 | São Paulo           | Pacaembu          | Domingo, 26 de agosto de 2012 | 16:00 |
| Internacional | 0 - 1 | Grêmio              | Beira-Rio         | Domingo, 26 de agosto de 2012 | 16:00 |
| Figueirense   | 3 - 1 | Coritiba            | Orlando Scarpelli | Domingo, 26 de agosto de 2012 | 16:00 |
| Cruzeiro      | 2 - 2 | Atlético Mineiro    | Independência     | Domingo, 26 de agosto de 2012 | 18:30 |
| Sport         | 0 - 0 | Náutico             | Ilha do Retiro    | Domingo, 26 de agosto de 2012 | 18:30 |
| Bahia         | 1 - 1 | Atlético Goianiense | Pituaçu           | Domingo, 26 de agosto de 2012 | 18:30 |

| Santos              | 1 - 3 | Bahia         | Vila Belmiro        | Miércoles, 29 de agosto de 2012 | 19:30 |
| Coritiba            | 1 - 0 | Internacional | Couto Pereira       | Miércoles, 29 de agosto de 2012 | 19:30 |
| Atlético Mineiro    | 2 - 2 | Ponte Preta   | Independência       | Miércoles, 29 de agosto de 2012 | 20:30 |
| Portuguesa          | 3 - 0 | Palmeiras     | Canindé             | Miércoles, 29 de agosto de 2012 | 20:30 |
| Náutico             | 3 - 2 | Figueirense   | Aflitos             | Miércoles, 29 de agosto de 2012 | 20:30 |
| Fluminense          | 1 - 1 | Corinthians   | Engenhão            | Miércoles, 29 de agosto de 2012 | 22:00 |
| Grêmio              | 2 - 0 | Vasco da Gama | Olímpico Monumental | Miércoles, 29 de agosto de 2012 | 22:00 |
| Atlético Goianiense | 0 - 2 | Cruzeiro      | Serra Dourada       | Miércoles, 29 de agosto de 2012 | 22:00 |
| Flamengo            | 1 - 1 | Sport         | Raulino de Oliveira | Jueves, 30 de agosto de 2012    | 21:00 |
| São Paulo           | 4 - 0 | Botafogo      | Morumbi             | Jueves, 30 de agosto de 2012    | 21:00 |

| Palmeiras     | 0 - 0 | Grêmio              | Pacaembu          | Sábado, 1 de septiembre de 2012  | 18:30 |
| Figueirense   | 2 - 2 | Fluminense          | Orlando Scarpelli | Sábado, 1 de septiembre de 2012  | 18:30 |
| Vasco da Gama | 2 - 0 | Portuguesa          | São Januário      | Sábado, 1 de septiembre de 2012  | 21:00 |
| Corinthians   | 1 - 0 | Atlético Mineiro    | Pacaembu          | Domingo, 2 de septiembre de 2012 | 16:00 |
| Internacional | 4 - 1 | Flamengo            | Beira-Rio         | Domingo, 2 de septiembre de 2012 | 16:00 |
| Sport         | 2 - 1 | Santos              | Ilha do Retiro    | Domingo, 2 de septiembre de 2012 | 16:00 |
| Bahia         | 1 - 0 | São Paulo           | Pituaçu           | Domingo, 2 de septiembre de 2012 | 16:00 |
| Botafogo      | 2 - 0 | Coritiba            | Engenhão          | Domingo, 2 de septiembre de 2012 | 18:30 |
| Cruzeiro      | 3 - 0 | Náutico             | Independência     | Domingo, 2 de septiembre de 2012 | 18:30 |
| Ponte Preta   | 3 - 1 | Atlético Goianiense | Moisés Lucarelli  | Domingo, 2 de septiembre de 2012 | 18:30 |

| Portuguesa  | 3 - 0 | Coritiba            | Canindé             | Miércoles, 5 de septiembre de 2012 | 19:30 |
| Náutico     | 1 - 1 | Vasco da Gama       | Aflitos             | Miércoles, 5 de septiembre de 2012 | 19:30 |
| Bahia       | 0 - 0 | Atlético Mineiro    | Pituaçu             | Miércoles, 5 de septiembre de 2012 | 19:30 |
| Flamengo    | 0 - 1 | Ponte Preta         | Engenhão            | Miércoles, 5 de septiembre de 2012 | 19:30 |
| Grêmio      | 2 - 1 | Atlético Goianiense | Olímpico Monumental | Miércoles, 5 de septiembre de 2012 | 20:30 |
| São Paulo   | 1 - 1 | Internacional       | Morumbi             | Miércoles, 5 de septiembre de 2012 | 22:00 |
| Cruzeiro    | 1 - 3 | Botafogo            | Independência       | Miércoles, 5 de septiembre de 2012 | 22:00 |
| Figueirense | 1 - 0 | Corinthians         | Orlando Scarpelli   | Miércoles, 5 de septiembre de 2012 | 22:00 |
| Fluminense  | 3 - 1 | Santos              | Engenhão            | Jueves, 6 de septiembre de 2012    | 21:00 |
| Palmeiras   | 3 - 1 | Sport               | Pacaembu            | Jueves, 6 de septiembre de 2012    | 21:00 |

| Coritiba            | 3 - 0 | Flamengo    | Couto Pereira    | Sábado, 8 de septiembre de 2012  | 18:30 |
| Ponte Preta         | 2 - 2 | Figueirense | Moisés Lucarelli | Sábado, 8 de septiembre de 2012  | 18:30 |
| Corinthians         | 3 - 1 | Grêmio      | Pacaembu         | Sábado, 8 de septiembre de 2012  | 21:00 |
| Botafogo            | 3 - 1 | Náutico     | Engenhão         | Domingo, 9 de septiembre de 2012 | 16:00 |
| Santos              | 0 - 0 | São Paulo   | Vila Belmiro     | Domingo, 9 de septiembre de 2012 | 16:00 |
| Internacional       | 0 - 1 | Fluminense  | Beira-Rio        | Domingo, 9 de septiembre de 2012 | 16:00 |
| Atlético Mineiro    | 3 - 0 | Palmeiras   | Independência    | Domingo, 9 de septiembre de 2012 | 18:30 |
| Atlético Goianiense | 1 - 1 | Portuguesa  | Serra Dourada    | Domingo, 9 de septiembre de 2012 | 18:30 |
| Vasco da Gama       | 0 - 4 | Bahia       | São Januário     | Domingo, 9 de septiembre de 2012 | 18:30 |
| Sport               | 2 - 1 | Cruzeiro    | Ilha do Retiro   | Domingo, 9 de septiembre de 2012 | 18:30 |

| Portuguesa          | 0 - 2 | Fluminense    | Canindé             | Miércoles, 12 de septiembre de 2012 | 19:30 |
| Figueirense         | 2 - 0 | Cruzeiro      | Orlando Scarpelli   | Miércoles, 12 de septiembre de 2012 | 19:30 |
| Corinthians         | 1 - 1 | Ponte Preta   | Pacaembu            | Miércoles, 12 de septiembre de 2012 | 19:30 |
| Sport               | 1 - 1 | Bahia         | Ilha do Retiro      | Miércoles, 12 de septiembre de 2012 | 20:30 |
| Atlético Goianiense | 1 - 2 | Coritiba      | Serra Dourada       | Miércoles, 12 de septiembre de 2012 | 20:30 |
| Santos              | 2 - 0 | Flamengo      | Vila Belmiro        | Miércoles, 12 de septiembre de 2012 | 22:00 |
| Vasco da Gama       | 3 - 1 | Palmeiras     | São Januário        | Miércoles, 12 de septiembre de 2012 | 22:00 |
| Atlético Mineiro    | 1 - 0 | São Paulo     | Independência       | Miércoles, 12 de septiembre de 2012 | 22:00 |
| Botafogo            | 1 - 1 | Internacional | Engenhão            | Jueves, 13 de septiembre de 2012    | 21:00 |
| Grêmio              | 2 - 0 | Náutico       | Olímpico Monumental | Jueves, 13 de septiembre de 2012    | 21:00 |

| Fluminense    | 1 - 2 | Atlético Goianiense | Engenhão         | Sábado, 15 de septiembre de 2012  | 18:30 |
| São Paulo     | 3 - 1 | Portuguesa          | Morumbi          | Sábado, 15 de septiembre de 2012  | 18:30 |
| Cruzeiro      | 1 - 1 | Vasco da Gama       | Melão            | Domingo, 16 de septiembre de 2012 | 16:00 |
| Coritiba      | 1 - 2 | Santos              | Couto Pereira    | Domingo, 16 de septiembre de 2012 | 16:00 |
| Náutico       | 1 - 0 | Atlético Mineiro    | Aflitos          | Domingo, 16 de septiembre de 2012 | 16:00 |
| Palmeiras     | 0 - 2 | Corinthians         | Pacaembu         | Domingo, 16 de septiembre de 2012 | 16:00 |
| Bahia         | 2 - 1 | Figueirense         | Pituaçu          | Domingo, 16 de septiembre de 2012 | 16:00 |
| Flamengo      | 1 - 1 | Grêmio              | Engenhão         | Domingo, 16 de septiembre de 2012 | 18:30 |
| Ponte Preta   | 0 - 0 | Botafogo            | Moisés Lucarelli | Domingo, 16 de septiembre de 2012 | 18:30 |
| Internacional | 2 - 2 | Sport               | Beira-Rio        | Domingo, 16 de septiembre de 2012 | 18:30 |

| Fluminense          | 2 - 1 | Náutico       | Engenhão          | Sábado, 22 de septiembre de 2012  | 18:30 |
| Figueirense         | 1 - 3 | Palmeiras     | Orlando Scarpelli | Sábado, 22 de septiembre de 2012  | 18:30 |
| Santos              | 1 - 3 | Portuguesa    | Pacaembu          | Sábado, 22 de septiembre de 2012  | 21:00 |
| São Paulo           | 1 - 0 | Cruzeiro      | Morumbi           | Domingo, 23 de septiembre de 2012 | 16:00 |
| Ponte Preta         | 0 - 0 | Vasco da Gama | Moisés Lucarelli  | Domingo, 23 de septiembre de 2012 | 16:00 |
| Atlético Goianiense | 1 - 2 | Flamengo      | Serra Dourada     | Domingo, 23 de septiembre de 2012 | 16:00 |
| Botafogo            | 2 - 2 | Corinthians   | Engenhão          | Domingo, 23 de septiembre de 2012 | 16:00 |
| Sport               | 1 - 0 | Coritiba      | Ilha do Retiro    | Domingo, 23 de septiembre de 2012 | 18:30 |
| Internacional       | 3 - 1 | Bahia         | Beira-Rio         | Domingo, 23 de septiembre de 2012 | 18:30 |
| Atlético Mineiro    | 0 - 0 | Grêmio        | Independência     | Domingo, 23 de septiembre de 2012 | 18:30 |

| Cruzeiro      | 0 - 0 | Internacional       | Independência       | Sábado, 29 de septiembre de 2012  | 18:30 |
| Vasco da Gama | 3 - 1 | Figueirense         | São Januário        | Sábado, 29 de septiembre de 2012  | 18:30 |
| Portuguesa    | 1 - 1 | Atlético Mineiro    | Canindé             | Sábado, 29 de septiembre de 2012  | 18:30 |
| Náutico       | 2 - 0 | Atlético Goianiense | Aflitos             | Sábado, 29 de septiembre de 2012  | 18:30 |
| Palmeiras     | 3 - 0 | Ponte Preta         | Pacaembu            | Sábado, 29 de septiembre de 2012  | 21:00 |
| Bahia         | 2 - 0 | Botafogo            | Pituaçu             | Domingo, 30 de septiembre de 2012 | 16:00 |
| Flamengo      | 0 - 1 | Fluminense          | Engenhão            | Domingo, 30 de septiembre de 2012 | 16:00 |
| Coritiba      | 1 - 1 | São Paulo           | Couto Pereira       | Domingo, 30 de septiembre de 2012 | 16:00 |
| Corinthians   | 3 - 0 | Sport               | Pacaembu            | Domingo, 30 de septiembre de 2012 | 16:00 |
| Grêmio        | 1 - 1 | Santos              | Olímpico Monumental | Domingo, 30 de septiembre de 2012 | 18:30 |

| Coritiba            | 1 - 0 | Ponte Preta   | Couto Pereira       | Jueves, 4 de octubre de 2012 | 21:00 |
| Flamengo            | 0 - 0 | Bahia         | Engenhão            | Jueves, 4 de octubre de 2012 | 21:00 |
| Portuguesa          | 5 - 1 | Sport         | Canindé             | Jueves, 4 de octubre de 2012 | 21:00 |
| São Paulo           | 3 - 0 | Palmeiras     | Morumbi             | Sábado, 6 de octubre de 2012 | 16:00 |
| Náutico             | 2 - 1 | Corinthians   | Aflitos             | Sábado, 6 de octubre de 2012 | 16:20 |
| Santos              | 1 - 1 | Internacional | Vila Belmiro        | Sábado, 6 de octubre de 2012 | 16:20 |
| Atlético Goianiense | 0 - 1 | Vasco da Gama | Serra Dourada       | Sábado, 6 de octubre de 2012 | 16:20 |
| Grêmio              | 2 - 1 | Cruzeiro      | Olímpico Monumental | Sábado, 6 de octubre de 2012 | 18:30 |
| Fluminense          | 1 - 0 | Botafogo      | Engenhão            | Sábado, 6 de octubre de 2012 | 18:30 |
| Atlético Mineiro    | 6 - 0 | Figueirense   | Independência       | Sábado, 6 de octubre de 2012 | 18:30 |

| Cruzeiro      | 2 - 0 | Portuguesa          | Melão             | Miércoles, 10 de octubre de 2012 | 19:30 |
| Botafogo      | 0 - 2 | Santos              | Engenhão          | Miércoles, 10 de octubre de 2012 | 19:30 |
| Ponte Preta   | 2 - 1 | Náutico             | Moisés Lucarelli  | Miércoles, 10 de octubre de 2012 | 19:30 |
| Figueirense   | 3 - 1 | Atlético Goianiense | Orlando Scarpelli | Miércoles, 10 de octubre de 2012 | 19:30 |
| Bahia         | 0 - 2 | Fluminense          | Pituaçu           | Miércoles, 10 de octubre de 2012 | 19:30 |
| Corinthians   | 3 - 2 | Flamengo            | Pacaembu          | Miércoles, 10 de octubre de 2012 | 22:00 |
| Vasco da Gama | 0 - 2 | São Paulo           | São Januário      | Miércoles, 10 de octubre de 2012 | 22:00 |
| Internacional | 3 - 0 | Atlético Mineiro    | Beira-Rio         | Miércoles, 10 de octubre de 2012 | 22:00 |
| Sport         | 1 - 3 | Grêmio              | Ilha do Retiro    | Jueves, 11 de octubre de 2012    | 21:00 |
| Palmeiras     | 0 - 1 | Coritiba            | Adhemar de Barros | Jueves, 11 de octubre de 2012    | 21:00 |

| Atlético Goianiense | 3 - 1 | Internacional | Serra Dourada       | Sábado, 13 de octubre de 2012  | 18:30 |
| Flamengo            | 1 - 1 | Cruzeiro      | Engenhão            | Sábado, 13 de octubre de 2012  | 18:30 |
| Portuguesa          | 1 - 1 | Corinthians   | Canindé             | Sábado, 13 de octubre de 2012  | 21:00 |
| Santos              | 2 - 0 | Vasco da Gama | Vila Belmiro        | Domingo, 14 de octubre de 2012 | 16:00 |
| Atlético Mineiro    | 2 - 1 | Sport         | Independência       | Domingo, 14 de octubre de 2012 | 16:00 |
| Náutico             | 1 - 0 | Palmeiras     | Aflitos             | Domingo, 14 de octubre de 2012 | 16:00 |
| São Paulo           | 2 - 0 | Figueirense   | Morumbi             | Domingo, 14 de octubre de 2012 | 16:00 |
| Coritiba            | 2 - 1 | Bahia         | Couto Pereira       | Domingo, 14 de octubre de 2012 | 16:00 |
| Grêmio              | 1 - 1 | Botafogo      | Olímpico Monumental | Domingo, 14 de octubre de 2012 | 18:30 |
| Fluminense          | 2 - 1 | Ponte Preta   | São Januário        | Domingo, 14 de octubre de 2012 | 18:30 |

| Internacional | 2 - 3 | Figueirense         | Beira-Rio      | Miércoles, 17 de octubre de 2012 | 19:30 |
| Coritiba      | 2 - 1 | Náutico             | Couto Pereira  | Miércoles, 17 de octubre de 2012 | 19:30 |
| Fluminense    | 2 - 2 | Grêmio              | Engenhão       | Miércoles, 17 de octubre de 2012 | 19:30 |
| Bahia         | 0 - 1 | Palmeiras           | Pituaçu        | Miércoles, 17 de octubre de 2012 | 19:30 |
| Cruzeiro      | 2 - 0 | Corinthians         | Melão          | Miércoles, 17 de octubre de 2012 | 22:00 |
| Portuguesa    | 0 - 0 | Flamengo            | Canindé        | Miércoles, 17 de octubre de 2012 | 22:00 |
| Santos        | 2 - 2 | Atlético Mineiro    | Vila Belmiro   | Miércoles, 17 de octubre de 2012 | 22:00 |
| Sport         | 3 - 1 | Ponte Preta         | Ilha do Retiro | Jueves, 18 de octubre de 2012    | 21:00 |
| Botafogo      | 3 - 2 | Vasco da Gama       | Engenhão       | Jueves, 18 de octubre de 2012    | 21:00 |
| São Paulo     | 2 - 0 | Atlético Goianiense | Morumbi        | Jueves, 18 de octubre de 2012    | 21:00 |

| Grêmio              | 0 - 0 | Coritiba      | Olímpico Monumental | Sábado, 20 de octubre de 2012    | 18:30 |
| Palmeiras           | 2 - 0 | Cruzeiro      | Adhemar de Barros   | Sábado, 20 de octubre de 2012    | 18:30 |
| Corinthians         | 1 - 1 | Bahia         | Pacaembu            | Sábado, 20 de octubre de 2012    | 18:30 |
| Atlético Mineiro    | 3 - 2 | Fluminense    | Independência       | Domingo, 21 de octubre de 2012   | 16:00 |
| Flamengo            | 1 - 0 | São Paulo     | Engenhão            | Domingo, 21 de octubre de 2012   | 16:00 |
| Náutico             | 0 - 0 | Portuguesa    | Aflitos             | Domingo, 21 de octubre de 2012   | 16:00 |
| Atlético Goianiense | 0 - 1 | Sport         | Serra Dourada       | Domingo, 21 de octubre de 2012   | 18:30 |
| Ponte Preta         | 1 - 0 | Santos        | Moisés Lucarelli    | Domingo, 21 de octubre de 2012   | 18:30 |
| Vasco da Gama       | 1 - 2 | Internacional | São Januário        | Miércoles, 24 de octubre de 2012 | 20:30 |
| Figueirense         | 0 - 2 | Botafogo      | Orlando Scarpelli   | Miércoles, 24 de octubre de 2012 | 22:00 |

| Fluminense       | 2 - 1 | Coritiba            | Engenhão          | Jueves, 25 de octubre de 2012    | 21:00 |
| Ponte Preta      | 1 - 0 | Cruzeiro            | Moisés Lucarelli  | Jueves, 25 de octubre de 2012    | 21:00 |
| Santos           | 0 - 0 | Náutico             | Vila Belmiro      | Jueves, 25 de octubre de 2012    | 21:00 |
| Internacional    | 2 - 1 | Palmeiras           | Beira-Rio         | Sábado, 27 de octubre de 2012    | 16:20 |
| Corinthians      | 1 - 0 | Vasco da Gama       | Pacaembu          | Sábado, 27 de octubre de 2012    | 16:20 |
| Botafogo         | 4 - 0 | Atlético Goianiense | Engenhão          | Sábado, 27 de octubre de 2012    | 18:30 |
| Figueirense      | 0 - 0 | Portuguesa          | Orlando Scarpelli | Sábado, 27 de octubre de 2012    | 18:30 |
| Sport            | 2 - 4 | São Paulo           | Ilha do Retiro    | Sábado, 27 de octubre de 2012    | 18:30 |
| Bahia            | 1 - 1 | Grêmio              | Pituaçu           | Sábado, 27 de octubre de 2012    | 18:30 |
| Atlético Mineiro | 1 - 1 | Flamengo            | Independência     | Miércoles, 31 de octubre de 2012 | 21:50 |

| Cruzeiro            | 0 - 4 | Santos              | Independência       | Sábado, 3 de noviembre de 2012  | 19:30 |
| Grêmio              | 1 - 0 | Ponte Preta         | Olímpico Monumental | Sábado, 3 de noviembre de 2012  | 19:30 |
| Flamengo            | 1 - 0 | Raulino de Oliveira | Engenhão            | Sábado, 3 de noviembre de 2012  | 21:00 |
| Atlético Goianiense | 0 - 2 | Corinthians         | Serejão             | Domingo, 4 de noviembre de 2012 | 17:00 |
| Palmeiras           | 2 - 2 | Botafogo            | Pacaembu            | Domingo, 4 de noviembre de 2012 | 17:00 |
| Vasco da Gama       | 0 - 3 | Sport               | São Januário        | Domingo, 4 de noviembre de 2012 | 17:00 |
| São Paulo           | 1 - 1 | Fluminense          | Morumbi             | Domingo, 4 de noviembre de 2012 | 17:00 |
| Náutico             | 3 - 0 | Internacional       | Aflitos             | Domingo, 4 de noviembre de 2012 | 19:30 |
| Portuguesa          | 0 - 1 | Bahia               | Canindé             | Domingo, 4 de noviembre de 2012 | 19:30 |
| Coritiba            | 1 - 0 | Atlético Mineiro    | Couto Pereira       | Domingo, 4 de noviembre de 2012 | 19:30 |

| Atlético Goianiense | 2 - 1 | Santos           | Bezerrão            | Sábado, 10 de noviembre de 2012  | 19:30 |
| Botafogo            | 3 - 0 | Portuguesa       | Engenhão            | Sábado, 10 de noviembre de 2012  | 19:30 |
| Corinthians         | 5 - 1 | Coritiba         | Pacaembu            | Sábado, 10 de noviembre de 2012  | 21:00 |
| Grêmio              | 2 - 1 | São Paulo        | Olímpico Monumental | Domingo, 11 de noviembre de 2012 | 17:00 |
| Vasco da Gama       | 1 - 1 | Atlético Mineiro | São Januário        | Domingo, 11 de noviembre de 2012 | 17:00 |
| Palmeiras           | 2 - 3 | Fluminense       | Eduardo José Farah  | Domingo, 11 de noviembre de 2012 | 17:00 |
| Figueirense         | 1 - 1 | Sport            | Orlando Scarpelli   | Domingo, 11 de noviembre de 2012 | 19:30 |
| Cruzeiro            | 3 - 1 | Bahia            | Arena do Jacaré     | Domingo, 11 de noviembre de 2012 | 19:30 |
| Náutico             | 0 - 1 | Flamengo         | Aflitos             | Domingo, 11 de noviembre de 2012 | 19:30 |
| Ponte Preta         | 1 - 0 | Internacional    | Moisés Lucarelli    | Domingo, 11 de noviembre de 2012 | 19:30 |

| Coritiba         | 1 - 2 | Vasco da Gama       | Couto Pereira       | Sábado, 17 de noviembre de 2012  | 19:30 |
| Santos           | 2 - 0 | Figueirense         | Vila Belmiro        | Sábado, 17 de noviembre de 2012  | 19:30 |
| Fluminense       | 0 - 2 | Cruzeiro            | Engenhão            | Domingo, 18 de noviembre de 2012 | 17:00 |
| Bahia            | 1 - 0 | Ponte Preta         | Pituaçu             | Domingo, 18 de noviembre de 2012 | 17:00 |
| Atlético Mineiro | 2 - 2 | Atlético Goianiense | Independência       | Domingo, 18 de noviembre de 2012 | 17:00 |
| Flamengo         | 1 - 1 | Palmeiras           | Raulino de Oliveira | Domingo, 18 de noviembre de 2012 | 17:00 |
| São Paulo        | 2 - 1 | Náutico             | Morumbi             | Domingo, 18 de noviembre de 2012 | 17:00 |
| Portuguesa       | 2 - 2 | Grêmio              | Canindé             | Domingo, 18 de noviembre de 2012 | 19:30 |
| Sport            | 2 - 0 | Botafogo            | Ilha do Retiro      | Domingo, 18 de noviembre de 2012 | 19:30 |
| Internacional    | 0 - 2 | Corinthians         | Beira-Rio           | Domingo, 18 de noviembre de 2012 | 19:30 |

| Corinthians   | 1 - 1 | Santos              | Pacaembu          | Sábado, 24 de noviembre de 2012  | 19:30 |
| Vasco da Gama | 1 - 1 | Flamengo            | Engenhão          | Sábado, 24 de noviembre de 2012  | 19:30 |
| Sport         | 1 - 1 | Fluminense          | Ilha do Retiro    | Domingo, 25 de noviembre de 2012 | 17:00 |
| Bahia         | 1 - 1 | Náutico             | Pituaçu           | Domingo, 25 de noviembre de 2012 | 17:00 |
| Ponte Preta   | 0 - 0 | São Paulo           | Moisés Lucarelli  | Domingo, 25 de noviembre de 2012 | 17:00 |
| Figueirense   | 2 - 4 | Grêmio              | Orlando Scarpelli | Domingo, 25 de noviembre de 2012 | 17:00 |
| Botafogo      | 2 - 3 | Atlético Mineiro    | Engenhão          | Domingo, 25 de noviembre de 2012 | 17:00 |
| Cruzeiro      | 2 - 1 | Coritiba            | Independência     | Domingo, 25 de noviembre de 2012 | 17:00 |
| Internacional | 0 - 2 | Portuguesa          | Beira-Rio         | Domingo, 25 de noviembre de 2012 | 17:00 |
| Palmeiras     | 1 - 2 | Atlético Goianiense | Pacaembu          | Domingo, 25 de noviembre de 2012 | 17:00 |

| Santos              | 3 - 1 | Palmeiras     | Vila Belmiro        | Sábado, 1 de diciembre de 2012  | 19:30 |
| Flamengo            | 2 - 2 | Botafogo      | Engenhão            | Sábado, 1 de diciembre de 2012  | 19:30 |
| Fluminense          | 1 - 2 | Vasco da Gama | Engenhão            | Domingo, 2 de diciembre de 2012 | 17:00 |
| Portuguesa          | 0 - 0 | Ponte Preta   | Canindé             | Domingo, 2 de diciembre de 2012 | 17:00 |
| São Paulo           | 3 - 1 | Corinthians   | Pacaembu            | Domingo, 2 de diciembre de 2012 | 17:00 |
| Grêmio              | 0 - 0 | Internacional | Olímpico Monumental | Domingo, 2 de diciembre de 2012 | 17:00 |
| Coritiba            | 3 - 0 | Figueirense   | Couto Pereira       | Domingo, 2 de diciembre de 2012 | 17:00 |
| Atlético Mineiro    | 3 - 2 | Cruzeiro      | Independência       | Domingo, 2 de diciembre de 2012 | 17:00 |
| Náutico             | 1 - 0 | Sport         | Aflitos             | Domingo, 2 de diciembre de 2012 | 17:00 |
| Atlético Goianiense | 0 - 1 | Bahia         | Serra Dourada       | Domingo, 2 de diciembre de 2012 | 17:00 |

## Goleadores
| Goles | Jugador       | Equipo      |
| ----- | ------------- | ----------- |
| 20    | Fred          | Fluminense  |
| 17    | Luís Fabiano  | São Paulo   |
| 14    | Hernán Barcos | Palmeiras   |
| 14    | Aloísio       | Figueirense |
| 14    | Bruno Mineiro | Portuguesa  |
| 14    | Neymar        | Santos      |
| 13    | Kieza         | Náutico     |
| 13    | Vagner Love   | Flamengo    |

## Asistencias
| Asistencias | Jugador     | Equipo           |
| ----------- | ----------- | ---------------- |
| 12          | Ronaldinho  | Atlético Mineiro |
| 11          | Bernard     | Atlético Mineiro |
| 10          | Jadson      | São Paulo        |
| 7           | Lucas Moura | São Paulo        |